# Grampound
Pour l’article homonyme, voir Grampound Road.
Grampound est un village des Cornouailles, en Angleterre. Le village fait partie de la paroisse civile de Grampound with Creed.